# Ringicula delecta
Ringicula delecta is een slakkensoort uit de familie van de Ringiculidae. De wetenschappelijke naam van de soort is voor het eerst geldig gepubliceerd in 1906 door Murdoch & Suter.